# Skylab 5
Skylab 5 měla být krátká, zhruba 20 dní trvající mise na americkou vesmírnou stanici Skylab. Posádku měli tvořit Vance Brand (velitel), William B. Lenoir (vědecký pracovník) a Don Lind (pilot). Posádka měla provést mnoho vědeckých experimentů a rovněž měla použít motor Apolla k tomu, aby zvýšila oběžnou dráhu stanice. Brand a Lind rovněž tvořili posádku plánované mise Skylab Rescue na záchranu kosmonautů ze stanice a později měli tvořit posádku mise, která měla navést Skylab do atmosféry Země.